# Seznam ulic v Brně-Starém Lískovci
Seznam ulic v Brně-Starém Lískovci uvádí přehled ulic a veřejných prostranství na území městské části Brno-Starý Lískovec.

## Seznam
| Název               | Pojmenováno po                                                                       | Souřadnice                       | Obrázek | Commons                   | RÚIAN   | Mapy.cz         |
| ------------------- | ------------------------------------------------------------------------------------ | -------------------------------- | ------- | ------------------------- | ------- | --------------- |
| Akademická          | Univerzitní kampus Brno-Bohunice                                                     | 49°10′32″ s. š., 16°33′52″ v. d. |         | Akademická (Brno)         | 719901  | stre&id=144841  |
| Bosonožská          | Bosonohy                                                                             | 49°9′59″ s. š., 16°33′19″ v. d.  |         | Bosonožská                | 21601   | stre&id=79005   |
| Bítešská            | Velká Bíteš                                                                          | 49°10′16″ s. š., 16°33′20″ v. d. |         | Bítešská (Brno)           | 35955   | stre&id=80435   |
| Dunajská            | Dunaj                                                                                | 49°10′10″ s. š., 16°33′34″ v. d. |         | Dunajská (Brno)           | 25500   | stre&id=79394   |
| Dvořiště            | hospodářský dvůr                                                                     | 49°9′53″ s. š., 16°34′23″ v. d.  |         |                           | 23051   | stre&id=79150   |
| Elišky Junkové      | Eliška Junková                                                                       | 49°10′18″ s. š., 16°33′4″ v. d.  |         | Elišky Junkové (Brno)     | 2760762 | stre&id=5197661 |
| Elišky Přemyslovny  | Eliška Přemyslovna                                                                   | 49°9′57″ s. š., 16°34′9″ v. d.   |         | Elišky Přemyslovny (Brno) | 23141   | stre&id=79159   |
| Hermannova          | Ignát Herrmann                                                                       | 49°9′54″ s. š., 16°33′56″ v. d.  |         | Hermannova (Brno)         | 24139   | stre&id=79257   |
| Irkutská            | Irkutsk                                                                              | 49°10′2″ s. š., 16°33′3″ v. d.   |         |                           | 24538   | stre&id=79297   |
| Jemelkova           | Josef Jemelka                                                                        | 49°10′6″ s. š., 16°33′23″ v. d.  |         | Jemelkova                 | 24830   | stre&id=79327   |
| Jihlavská           | Jihlava                                                                              | 49°10′24″ s. š., 16°33′0″ v. d.  |         | Jihlavská (Brno)          | 24929   | stre&id=79336   |
| Karpatská           | Karpaty                                                                              | 49°10′4″ s. š., 16°33′49″ v. d.  |         | Karpatská (Brno)          | 34771   | stre&id=80317   |
| Klobásova           | Josef Klobás                                                                         | 49°9′53″ s. š., 16°33′41″ v. d.  |         | Klobásova                 | 25666   | stre&id=79410   |
| Kroupova            | Vlastislav Kroupa                                                                    | 49°9′56″ s. š., 16°33′44″ v. d.  |         | Kroupova (Brno)           | 26468   | stre&id=79491   |
| Krymská             | Krym                                                                                 | 49°10′4″ s. š., 16°33′9″ v. d.   |         |                           | 26476   | stre&id=79492   |
| Kurská              | Kursk                                                                                | 49°10′7″ s. š., 16°33′17″ v. d.  |         | Kurská (Brno)             | 26751   | stre&id=79520   |
| Kyjevská            | Kyjev                                                                                | 49°10′9″ s. š., 16°33′10″ v. d.  |         |                           | 26816   | stre&id=79526   |
| Labská              | Labe                                                                                 | 49°10′21″ s. š., 16°33′46″ v. d. |         |                           | 25232   | stre&id=79367   |
| Malešovská          | Malešov                                                                              | 49°9′52″ s. š., 16°33′38″ v. d.  |         | Malešovská                | 27359   | stre&id=79580   |
| Malostranská        |                                                                                      | 49°9′49″ s. š., 16°33′41″ v. d.  |         |                           | 27391   | stre&id=79584   |
| Martina Ševčíka     | Martin Ševčík                                                                        | 49°9′38″ s. š., 16°34′5″ v. d.   |         | Martina Ševčíka           | 27537   | stre&id=79598   |
| Mikuláškovo náměstí | Oldřich Mikulášek                                                                    | 49°10′13″ s. š., 16°33′59″ v. d. |         | Mikuláškovo náměstí       | 28444   | stre&id=79688   |
| Máchalova           | Jan Máchal                                                                           | 49°9′50″ s. š., 16°33′50″ v. d.  |         | Máchalova                 | 27693   | stre&id=79614   |
| Netroufalky         |                                                                                      | 49°10′49″ s. š., 16°34′6″ v. d.  |         | Netroufalky               | 28746   | stre&id=79717   |
| Oderská             | Odra                                                                                 | 49°10′14″ s. š., 16°33′40″ v. d. |         |                           | 26671   | stre&id=79512   |
| Okrouhlá            | tvar                                                                                 | 49°10′12″ s. š., 16°34′10″ v. d. |         | Okrouhlá (Brno)           | 35475   | stre&id=80387   |
| Osová               | umístění                                                                             | 49°10′11″ s. š., 16°34′5″ v. d.  |         | Osová (Brno)              | 23736   | stre&id=79217   |
| Palachovo náměstí   | Jan Palach                                                                           | 49°10′33″ s. š., 16°33′56″ v. d. |         | Palachovo náměstí (Brno)  | 787752  | stre&id=152154  |
| Pod Školou          | Základní škola a Mateřská škola, Brno, Elišky Přemyslovny 10, příspěvková organizace | 49°9′50″ s. š., 16°34′8″ v. d.   |         |                           | 922749  | stre&id=5184161 |
| Příčky              |                                                                                      | 49°9′57″ s. š., 16°33′51″ v. d.  |         |                           | 30449   | stre&id=79886   |
| Pšikalova           | Josef Pšikal                                                                         | 49°9′46″ s. š., 16°33′49″ v. d.  |         | Pšíkalova                 | 30554   | stre&id=79897   |
| Sevastopolská       | Sevastopol                                                                           | 49°10′5″ s. š., 16°33′18″ v. d.  |         | Sevastopolská (Brno)      | 31453   | stre&id=79986   |
| Svah                | svah                                                                                 | 49°9′54″ s. š., 16°34′ v. d.     |         | Svah (Brno)               | 32433   | stre&id=80084   |
| Točná               |                                                                                      | 49°9′45″ s. š., 16°33′32″ v. d.  |         | Točná (Brno)              | 33286   | stre&id=80168   |
| U Leskavy           | Leskava                                                                              | 49°9′47″ s. š., 16°34′5″ v. d.   |         | U Leskavy                 | 801071  | stre&id=153758  |
| U Penzionu          | domov pro seniory                                                                    | 49°10′18″ s. š., 16°34′3″ v. d.  |         |                           | 719846  | stre&id=144835  |
| U hřiště            | hřiště                                                                               | 49°10′4″ s. š., 16°33′33″ v. d.  |         | U Hřiště (Brno)           | 33715   | stre&id=80211   |
| U pošty             | pošta                                                                                | 49°10′3″ s. š., 16°33′55″ v. d.  |         |                           | 25852   | stre&id=79429   |
| Valašská            | Valašsko                                                                             | 49°10′4″ s. š., 16°33′43″ v. d.  |         |                           | 26000   | stre&id=79444   |
| Vltavská            | Vltava                                                                               | 49°10′15″ s. š., 16°33′50″ v. d. |         | Vltavská (Brno)           | 32492   | stre&id=80090   |
| ulice Kosmonautů    | kosmonaut                                                                            | 49°10′ s. š., 16°33′48″ v. d.    |         |                           | 33952   | stre&id=80235   |
| Čermákova           | Karel Čermák                                                                         | 49°9′48″ s. š., 16°33′53″ v. d.  |         | Čermákova (Brno)          | 22454   | stre&id=79090   |
| Šoustalova          | Antonín Vladimír Šoustal                                                             | 49°9′46″ s. š., 16°33′55″ v. d.  |         |                           | 32859   | stre&id=80126   |